# 長尾亜夫
長尾 亜夫（ながお つぐお、1943年6月1日 - ）は、日本の実業家。元・西日本鉄道代表取締役社長。前・西日本鉄道代表取締役会長。現・西日本鉄道相談役。

## 人物
福岡県出身。福岡県立田川高等学校を経て、九州大学法学部卒業。
2003年6月から2008年6月まで約5年間にわたり代表取締役社長を務め、この間、宮地岳線の一部廃止及び貝塚線への改称、天神大牟田線のスピードアップ、非接触型ICカード乗車券「nimoca」の導入などを行った。
2008年6月には、代表取締役社長を竹島和幸に譲り、代表権を有する会長に就任した。
2013年6月27日、会長を退任し、相談役に就任。

## 略歴
- 1943年6月1日 - 福岡県に生まれる
- 1966年3月 - 九州大学法学部卒業
- 1966年4月 - 西日本鉄道入社
- 1991年7月 - 東京事務所長（部長待遇）
- 1993年6月 - 取締役東京事務所長
- 1995年6月 - 取締役総務部長
- 1997年6月 - 常務取締役
- 2001年6月 - 専務取締役
- 2002年6月 - 代表取締役専務取締役
- 2003年6月 - 代表取締役社長
- 2008年6月27日 - 代表取締役会長
- 2010年6月29日 - 取締役会長（代表権返上）[3]
- 2013年6月27日 - 相談役
- 2016年11月 - 旭日重光章を受章[4]